# Phaeostigma (Superboraphidia) auberti
Phaeostigma (Superboraphidia) auberti is een kameelhalsvliegensoort uit de familie van de Raphidiidae. De soort komt voor in Griekenland.
Phaeostigma (Superboraphidia) auberti werd voor het eerst wetenschappelijk beschreven door H. Aspöck & U. Aspöck in 1966.